# Wealden (circonscription du Parlement britannique)
Circonscription parlementaire de la Chambre des communes
La circonscription de Wealden est une circonscription parlementaire britannique. Située dans le Sussex de l'Est, elle correspond en partie au district de Wealden et inclut les villes de Crowborough, Hailsham et Uckfield.
Cette circonscription a été créée en 1983, à partir de l'ancienne circonscription d'East Grinstead et d'une partie de la circonscription de Lewes. 
Depuis 2015, elle est représentée à la Chambre des communes du Parlement britannique par Nus Ghani, du Parti conservateur.

## Members of Parliament
| Élection | Élection | Membre                     | Membre | Parti        |
| -------- | -------- | -------------------------- | ------ | ------------ |
|          | 1983     | Sir Geoffrey Johnson-Smith |        | Conservateur |
|          | 2001     | Charles Hendry             |        | Conservateur |
|          | 2015     | Nus Ghani                  |        | Conservateur |

## Élections

### Élections dans les années 2010
| Parti         | Parti                | Candidat             | Voix   | %    | ±    |
| ------------- | -------------------- | -------------------- | ------ | ---- | ---- |
|               | Conservateur         | Nus Ghani            | 37,043 | 60,8 | -0.4 |
|               | Libéral Démocrate    | Chris Bowers         | 11,388 | 18,7 | +8.3 |
|               | Travailliste         | Angela Smith         | 9,377  | 15,4 | -6.8 |
|               | Green                | Georgia Taylor       | 3,099  | 5,1  | +1.9 |
| Majorité      | Majorité             | Majorité             | 25,655 | 42,1 | +3.1 |
| Participation | Participation        | Participation        | 60,907 | 73,3 | -1.0 |
|               | Conservateur retenir | Conservateur retenir | Swing  | -4.4 |      |

| Parti         | Parti                | Candidat             | Voix   | %    | ±     |
| ------------- | -------------------- | -------------------- | ------ | ---- | ----- |
|               | Conservateur         | Nus Ghani            | 37,027 | 61,2 | +4.2  |
|               | Travailliste         | Angela Smith         | 13,399 | 22,2 | +11.4 |
|               | Libéral Démocrate    | Chris Bowers         | 6,281  | 10,4 | +1.3  |
|               | Green                | Colin Stocks         | 1,959  | 3,2  | -3.1  |
|               | UKIP                 | Nicola Burton        | 1,798  | 3,0  | -13.8 |
| Majorité      | Majorité             | Majorité             | 23,628 | 39,0 | -1.3  |
| Participation | Participation        | Participation        | 60,464 | 74,3 | +3.3  |
|               | Conservateur retenir | Conservateur retenir | Swing  | -3.6 |       |

| Parti         | Parti                | Candidat             | Voix   | %    | ±     |
| ------------- | -------------------- | -------------------- | ------ | ---- | ----- |
|               | Conservateur         | Nus Ghani            | 32,508 | 57,0 | +0.4  |
|               | UKIP                 | Peter Griffiths      | 9,541  | 16,7 | +10.7 |
|               | Travailliste         | Solomon Curtis       | 6,165  | 10,8 | +1.2  |
|               | Libéral Démocrate    | Giles Goodall        | 5,180  | 9,1  | −16.5 |
|               | Green                | Mark Smith           | 3,623  | 6,4  | +3.8  |
| Majorité      | Majorité             | Majorité             | 22,967 | 40,3 | +9.0  |
| Participation | Participation        | Participation        | 57,017 | 71,0 | -0.8  |
|               | Conservateur retenir | Conservateur retenir | Swing  | −5.8 |       |

| Parti         | Parti                | Candidat             | Voix   | %    | ±    |
| ------------- | -------------------- | -------------------- | ------ | ---- | ---- |
|               | Conservateur         | Charles Hendry       | 31,090 | 56,6 | +6.1 |
|               | Libéral Démocrate    | Chris Bowers         | 13,911 | 25,3 | +0.6 |
|               | Travailliste         | Lorna Blackmore      | 5,266  | 9,6  | −7.1 |
|               | UKIP                 | Dan Docker           | 3,319  | 6,0  | +2.2 |
|               | Green                | David Jonas          | 1,383  | 2,5  | -1.8 |
| Majorité      | Majorité             | Majorité             | 17,179 | 31,3 | +2.7 |
| Participation | Participation        | Participation        | 54,969 | 71,8 | +5.5 |
|               | Conservateur retenir | Conservateur retenir | Swing  | +2.8 |      |

### Élections dans les années 2000
| Parti         | Parti                | Candidat             | Voix   | %    | ±    |
| ------------- | -------------------- | -------------------- | ------ | ---- | ---- |
|               | Conservateur         | Charles Hendry       | 28,975 | 52,1 | +2.3 |
|               | Libéral Démocrate    | Christopher Wigley   | 13,054 | 23,5 | −0.2 |
|               | Travailliste         | Dudley Rose          | 9,360  | 16,8 | −3.5 |
|               | Green                | Julian Salmon        | 2,150  | 3,9  | +1.5 |
|               | UKIP                 | Keith Riddle         | 2,114  | 3,8  | +0.9 |
| Majorité      | Majorité             | Majorité             | 15,921 | 28,6 | +2.5 |
| Participation | Participation        | Participation        | 55,653 | 67,7 | +4.2 |
|               | Conservateur retenir | Conservateur retenir | Swing  | +1.3 |      |

| Parti         | Parti                | Candidat             | Voix   | %    | ±     |
| ------------- | -------------------- | -------------------- | ------ | ---- | ----- |
|               | Conservateur         | Charles Hendry       | 26,279 | 49,8 | 0.0   |
|               | Libéral Démocrate    | Steve Murphy         | 12,507 | 23,7 | −2.0  |
|               | Travailliste         | Kathy Fordham        | 10,705 | 20,3 | +3.1  |
|               | UKIP                 | Keith Riddle         | 1,538  | 2,9  | +2.0  |
|               | Green                | Julian Salmon        | 1,273  | 2,4  | N/A   |
|               | Pensioner Coalition  | Cyril Thornton       | 453    | 0,9  | N/A   |
| Majorité      | Majorité             | Majorité             | 13,772 | 26,1 | +2.0  |
| Participation | Participation        | Participation        | 52,756 | 63,5 | -10.2 |
|               | Conservateur retenir | Conservateur retenir | Swing  |      |       |

### Élections dans les années 1990
| Parti         | Parti                | Candidat               | Voix   | %    | ±     |
| ------------- | -------------------- | ---------------------- | ------ | ---- | ----- |
|               | Conservateur         | Geoffrey Johnson-Smith | 29,417 | 49,8 | −12.0 |
|               | Libéral Démocrate    | Michael Skinner        | 15,213 | 25,7 | −1.3  |
|               | Travailliste         | Nicholas Levine        | 10,185 | 17,2 | +8.0  |
|               | Référendum           | Barry Taplin           | 3,527  | 6,0  | N/A   |
|               | UKIP                 | Margaret English       | 569    | 0,9  | N/A   |
|               | Natural Law          | Paul Cragg             | 188    | 0,3  | +0.0  |
| Majorité      | Majorité             | Majorité               | 14,204 | 24,1 | -10.5 |
| Participation | Participation        | Participation          | 59,099 | 73,7 | -7.3  |
|               | Conservateur retenir | Conservateur retenir   | Swing  |      |       |

Cette circonscription a subi des changements de limites entre les élections générales de 1992 et 1997 et, par conséquent, la variation de la part des voix est basée sur un calcul théorique.
| Parti         | Parti                | Candidat               | Voix   | %    | ±    |
| ------------- | -------------------- | ---------------------- | ------ | ---- | ---- |
|               | Conservateur         | Geoffrey Johnson-Smith | 37,263 | 61,7 | −2.5 |
|               | Libéral Démocrate    | Michael Skinner        | 16,332 | 27,1 | −0.4 |
|               | Travailliste         | Steve Billcliffe       | 5,579  | 9,2  | +0.9 |
|               | Green                | Ian Guy-Moore          | 1,002  | 1,7  | N/A  |
|               | Natural Law          | Roger Graham           | 182    | 0,3  | N/A  |
| Majorité      | Majorité             | Majorité               | 20,931 | 34,6 | −2.1 |
| Participation | Participation        | Participation          | 60,358 | 81,0 | +6.0 |
|               | Conservateur retenir | Conservateur retenir   | Swing  | −1.1 |      |

### Élections dans les années 1980
| Parti         | Parti                | Candidat               | Voix   | %    | ±    |
| ------------- | -------------------- | ---------------------- | ------ | ---- | ---- |
|               | Conservateur         | Geoffrey Johnson-Smith | 35,154 | 64,2 | 0.0  |
|               | Social Démocratique  | David Sinclair         | 15,044 | 27,5 | −2.1 |
|               | Travailliste         | Charles Ward           | 4,563  | 8,3  | +2.1 |
| Majorité      | Majorité             | Majorité               | 20,110 | 36,7 | +2.1 |
| Participation | Participation        | Participation          | 54,761 | 75,0 | +3.2 |
|               | Conservateur retenir | Conservateur retenir   | Swing  |      |      |

| Parti         | Parti                                  | Candidat               | Voix   | %    | ±   |
| ------------- | -------------------------------------- | ---------------------- | ------ | ---- | --- |
|               | Conservateur                           | Geoffrey Johnson-Smith | 31,926 | 64,2 | N/A |
|               | Social Démocratique                    | David Pace             | 14,741 | 29,6 | N/A |
|               | Travailliste                           | Patricia Knight        | 3,060  | 6,2  | N/A |
| Majorité      | Majorité                               | Majorité               | 17,185 | 34,6 | N/A |
| Participation | Participation                          | Participation          | 49,727 | 71,8 | N/A |
|               | Conservateur vainqueur (nouveau siège) |                        |        |      |     |

## Sources
- Résultats élections,, 2017 (BBC)
- Résultats élections, 2010 (BBC)
- Résultats élections, 2005 (BBC)
- Résultats élections, 1997 - 2001 (BBC)
- Résultats élections, 1997 - 2001 (Election Demon)
- Résultats élections, 1983 - 1992 (Election Demon)
- Résultats élections, 1992 - 2005 (Guardian)